# Geografska fakulteta v Moskvi
Geografska fakulteta v Moskvi (rusko Географический факультет) je javna fakulteta, ki ponuja študij geografije in deluje v sklopu Moskovske državne univerze; ustanovljena je bila leta 1938.